# Piscobamba

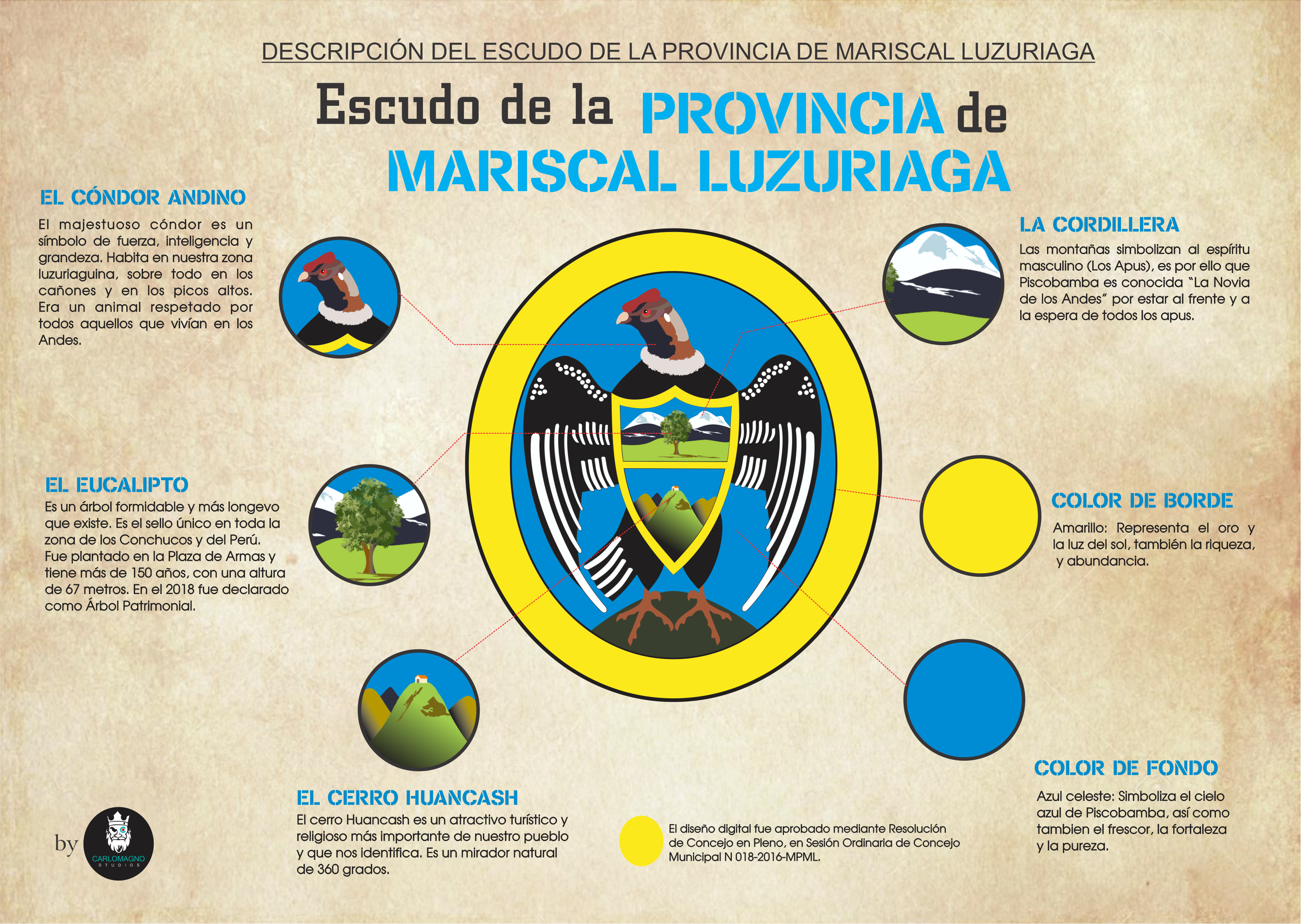
Descripción y significado del escudo de la provincia de Mariscal Luzuriaga

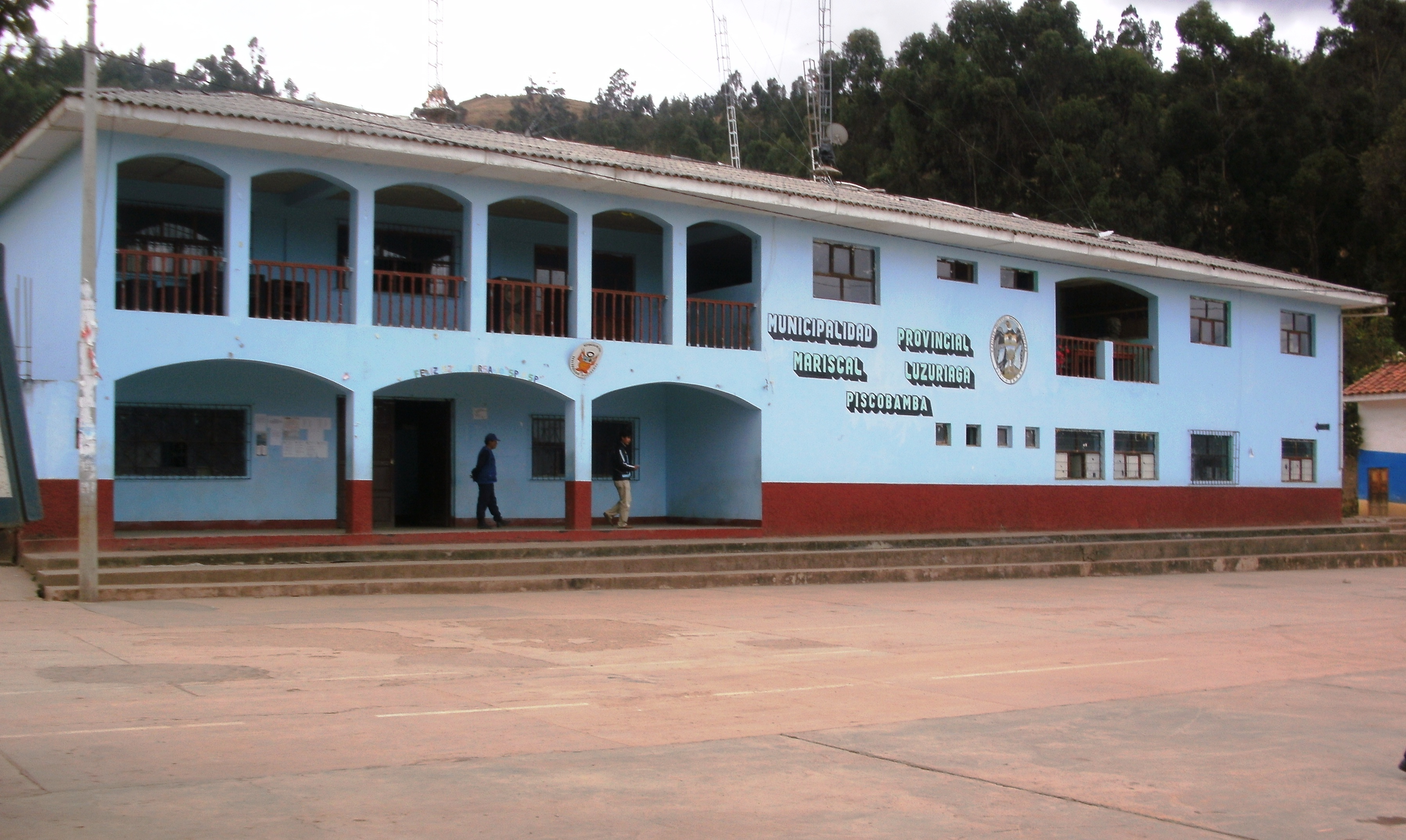
Municipalidad Provincial (en el solar del antiguo cabildo)

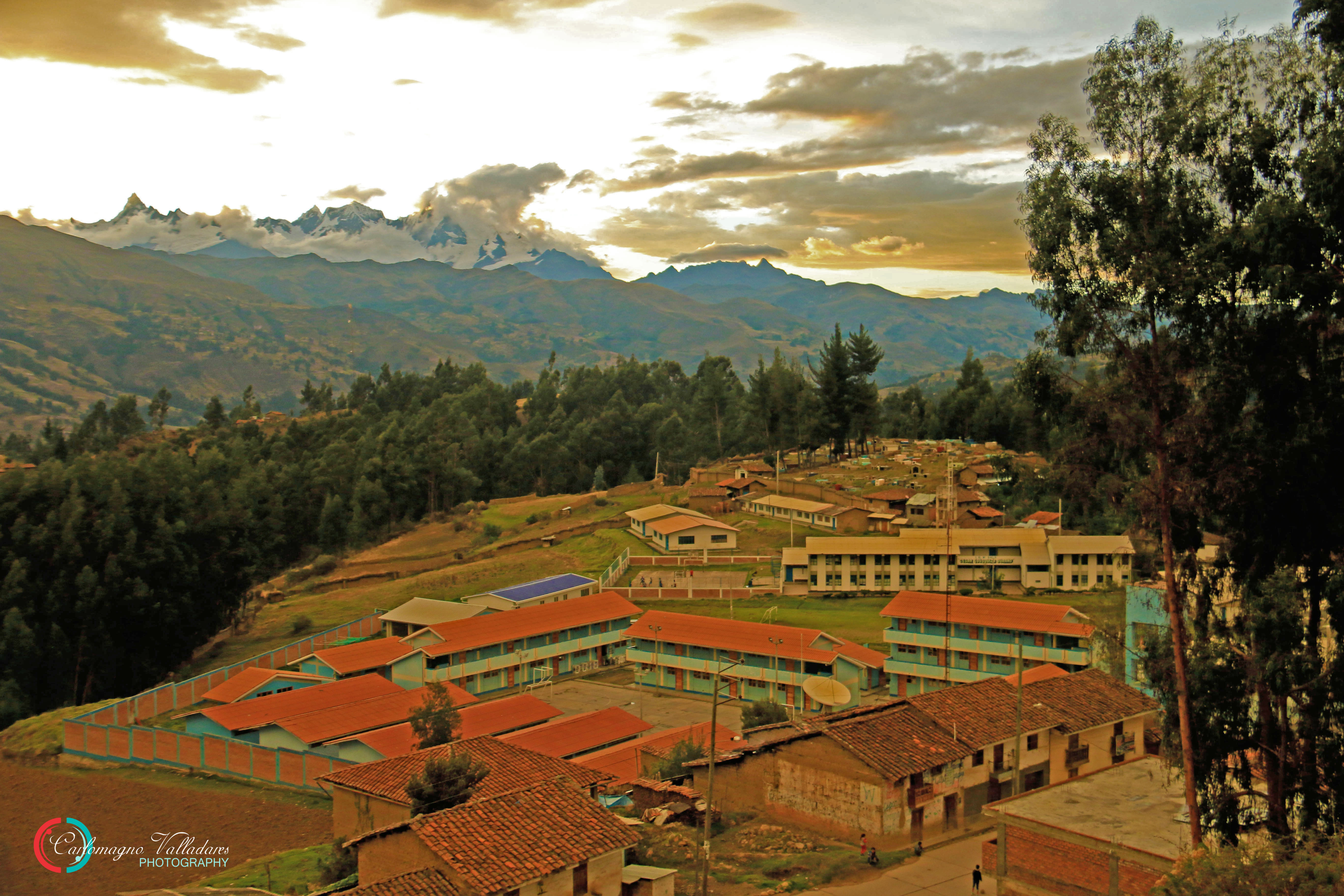
Colegio Nacional Mixto "Mariscal Luzuriaga"

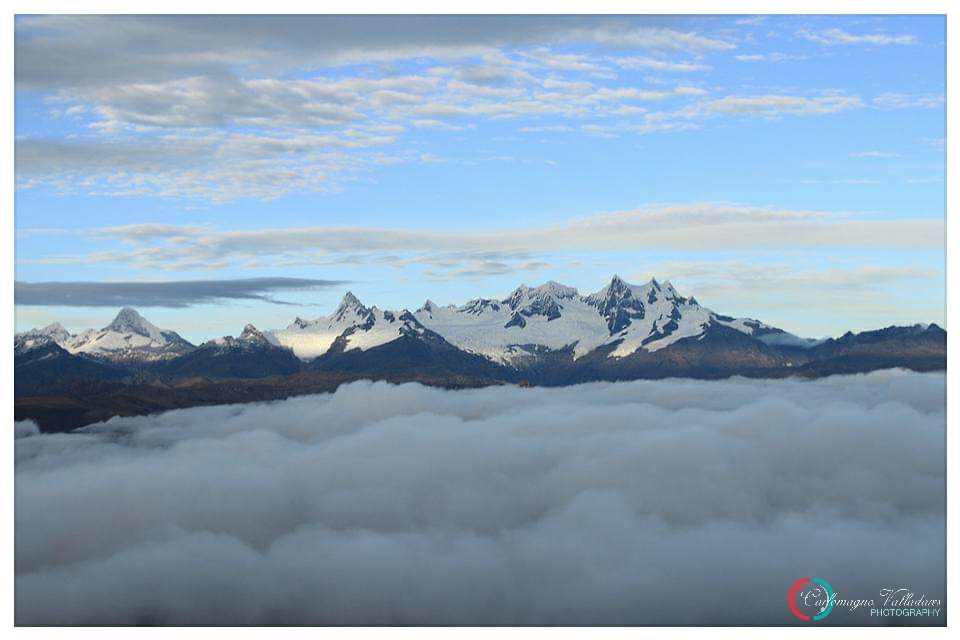
Vista de la cordillera de los Andes desde Tocana, Piscobamba.

Piscobamba (del quechua: pishqu, pájaro y pampa, llanura; 'Llanura de pájaros'), fundada como  San Pedro y San Pablo de Piscobamba en 1574, es una ciudad peruana, capital del distrito homónimo y de la provincia de Mariscal Luzuriaga, localizada en la zona trasandina del departamento de Áncash. Tiene 2252 hab. y está ubicada a una altitud media de 3330 m s.n.m.; a unas 6 horas de Huaraz, capital del departamento, y a 13 horas de Lima. La ciudad está conformada por tres barrios: Cushipata, Pampa y Convento.

## Historia

### Época precolombina
Luego del auge y caída de las culturas chavín, recuay y wari, entre 1200 d. C. y 1480 d. C. se conformaron en la zona de Conchucos, señoríos étnicos independientes en una época marcada por conflictos territoriales. Los piscopampa conformados por varios curacazgos, habitaron esta zona hasta la llegada de los incas en 1480. Con los primeros años de la expansión del Tahuantinsuyo hacia el norte o chinchaysuyo, luego de haber conseguido la rendición de los señoríos de allauca huari y pincos (territorio sureste de la actual provincia de Huari), el general inca Cápac Yupanqui (hermano del sapa inca Pachacútec) avanzó en dirección norte hacia el río Yanamayo donde fue resistido por las huestes del Ejército Confederado de los Conchucos conformado por los piscopampas, conchucos y los siguas, siendo obligado a retroceder a las alturas de Yauya donde levantó el tambo militar de Maraycalle a 4.260 m s. n. m. para poder dominarlos militarmente.

[...] Con esta respuesta entraron los incas en la provincia de allí enviaron el mismo recado a las demás provincias cercanas a ella (que entre otras hay, las más principales son Huaras, Piscobamba, Cunchucu), las cuales, debiendo seguir el ejemplo de Pinco, hicieron lo contrario: que se amotinaron y convocaron unas a otras, deponiendo sus pasiones particulares para acudir a la común defensa. Y así se juntaron y respondieron, diciendo que antes querían morir todos que recibir nuevas leyes y costumbres y adorar nuevos dioses. Que no los querían, que muy bien se hallaban con los suyos antiguos que eran de sus antepasados, conocidos de muchos siglos atrás. Y que el inca se contentase con lo que había tiranizado, pues con celo de religión había usurpado el señorío de tantos curacas como había sujetado. Dada esta respuesta, viendo que no podían resistir la pujanza del inca en campaña abierta, acordaron retirarse a sus fortalezas y alzar los bastiones y quebrar los caminos y defender los malos pasos que hubiese, lo cual todo apercibieron con diligencia y presteza [...]
 Inca Garcilaso de La Vega - Comentarios Reales - pg. 354 (1991).

Durante la Conquista del Perú, cuando Francisco Pizarro tomó como rehén al inca Atahualpa en Cajamarca, ordena a una guarnición comandada por Hernando Pizarro que explorara el camino inca que dirigía a la costa. El grupo saqueó Pachacamac y luego de ello, deciden retornar a Cajamarca haciendo la ruta del viaje por Tarma, Huánuco Viejo hacia Huari y Piscobamba, donde los recibe el 5 de abril de 1533, el curaca Tawani. Prosiguen a Huamachuco, e ingresan finalmente a Cajamarca, el 14 de abril de ese año, 1533.
El 4 de abril de 1532, los conquistadores Hernando Pizarro y Miguel de Estete guiados por el general atahualpista Chalcuchímac, retornando del saqueo del templo de Pachacámac ingresaron a Piscobamba por el camino inca desde Huancabamba.

Otro día sábado partió de Guancabamba e fue a dormir a otro que se dice Piscobamba, este pueblo es grande y está en  una ladera de una sierra, llámase el cacique Tanguane.

Pedro Cieza de León en su libro “Crónica del Perú” señala: “En esta provincia de los Conchucos ha habido siempre mineros ricos de metales de oro y plata. Delante de ella cantidad de diez y seis leguas está la provincia de Piscobamba, en la cual había un tambo o aposento para señores de piedra, algo ancho y muy largo. Andan vestidos como los demás estos indios naturales de Piscobamba, y traen por las cabezas puestos unas madejas de lana colorada”.
El 24 de noviembre de 1594, se celebra el Octavo Sínodo diocesano por el arzobispo Toribio de Mogrovejo. Piscobamba era la capital del corregimiento de Conchucos en ese entonces.

### Época republicana
- Fue declarada capital de la provincia de Conchucos, el 6 de septiembre de 1826.
- En 1834 traladan la capitalidad de Conchucos de Piscobamba a Sihuas.
- Empezando de Yurma hasta Pomabamba, los por entonces piscobambinos apoyaron con herrajes, animales y contingente de sangre a Andrés Avelino Cáceres.
- Junto con Sihuas ha sido uno de los distritos nucleares.
- Después de la debelación del motín aprista de Huarás, familias piscobambinas se refugian en poblados cerca del Marañón.
- Por Ley 12541 adquiere el rango de ciudad y capital de la provincia de Mariscal Luzuriaga.
- En 1961 se creó el colegio nacional y el instituto agropecuacrio.
- En 1967 llega la carretera en la gestión del arquitecto Belaúnde.
- En 1974 se concluye el nuevo local de la Municipalidad Provincial, ayuda suiza después del terremoto.
- En 1984 empieza a funcionar el Instituto Superior Tecnológico.
- En 2001 se efectuó un amotinamiento cuando se quiso cerrar y trasladar el Banco de la Nación[7]
- En 2006 se celebra el cincuentenario de la creación política de la provincia. Se levanta el mirador "Los Buhocitos". Total remodelación de su plaza mayor, siendo actualmente una de la de mayor presencia en Áncash.
- En 2012 se levanta el cerco de ladrillo del antiguo cementerio de Molinojirca, donde reposan los restos de hijos destacados de la ciudad.
- En 2015 se termina la construcción de un mercado modelo y moderno en el barrio de Cushipata.[8]

## Política

### Administración municipal y regional
- 2023 - 2026[9]
  - Alcalde:
  - Regidores:

## Titulares de la Parroquia de San Pedro y San Pablo

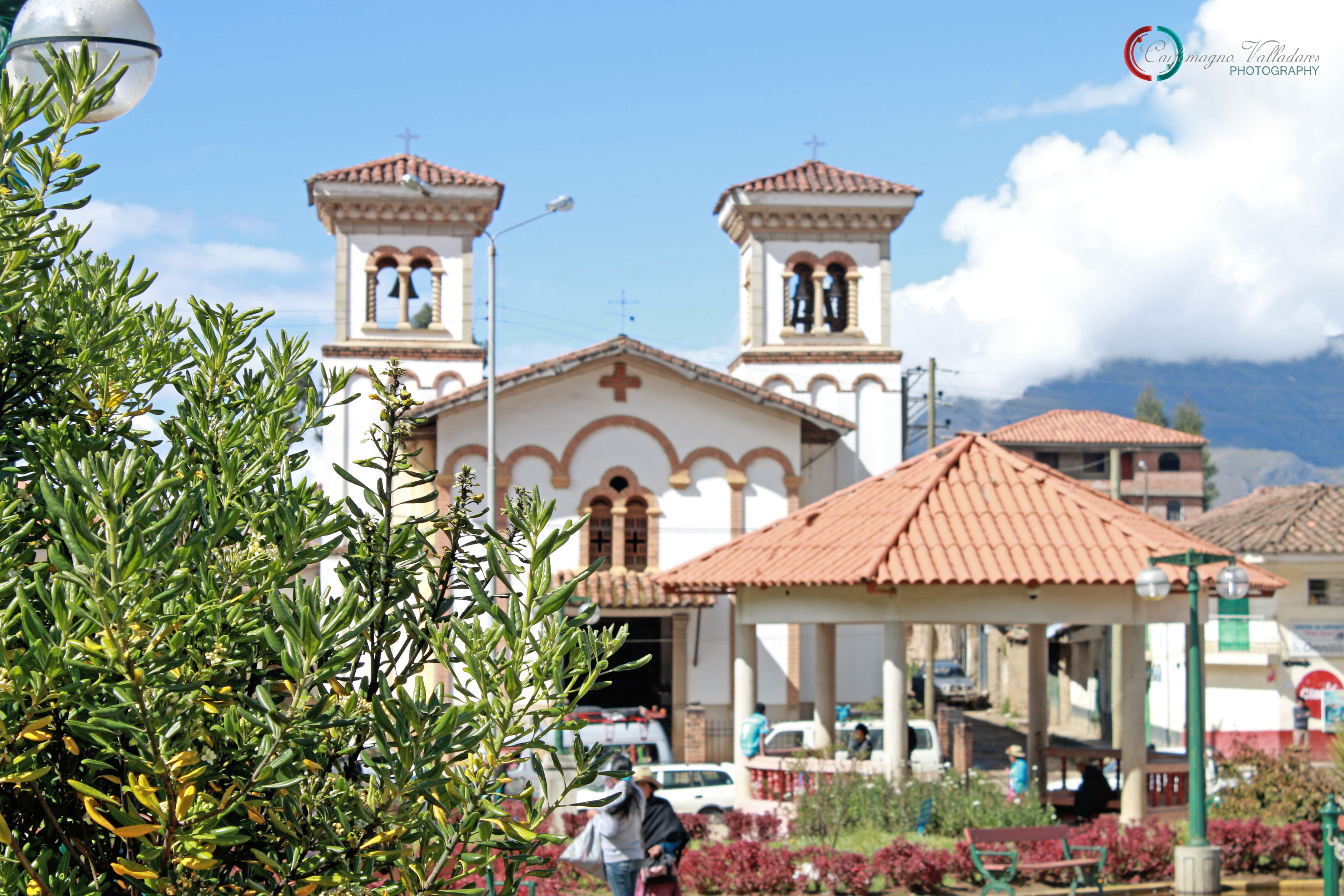
Iglesia Matriz

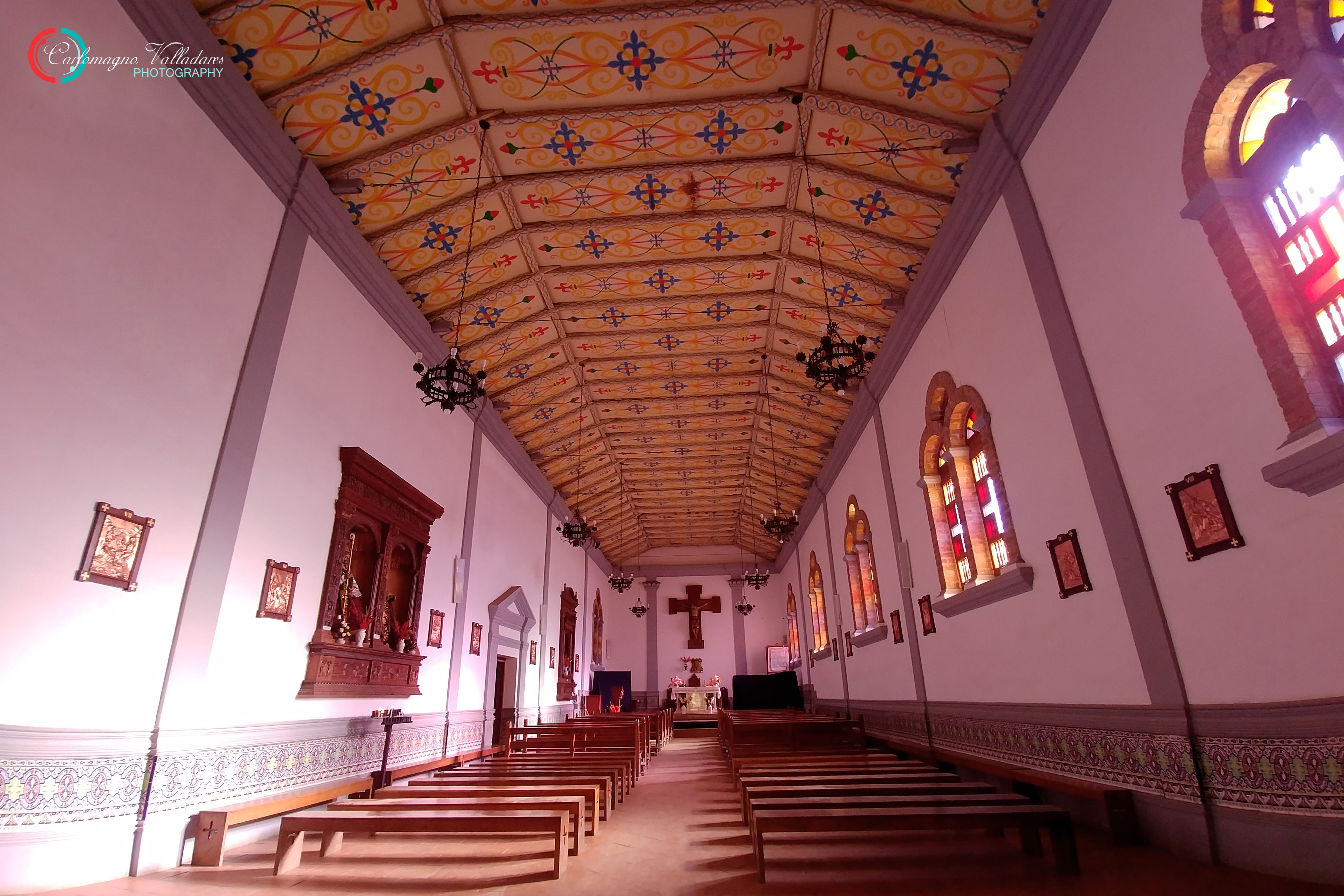
Iglesia Matriz por interior

- Iglesia MatrizIglesia Matriz por interiorEpifanio Herrera(1958).[10]
- Francisco Stauro (1963)[10]
- Mauro Salciarini (1978-1984)[10]
- Ivo Baldi (1978-1984)[10]
- Salvatore Luchetti ( 1997)[10]
- Jerónimo Rodríguez (1999)[10]
- Clodoaldo Vergara (2006)[10]
- Pablo Pomiani (2008)[10]

## Publicaciones informativas
- Perú Áncash, dirige Feliciano Apolinario, desde 1995, a la fecha ha llegado al número 48. Alcanza por lo menos a tres publicaciones anuales, temario amplio y cobertura departamental y nacional. Se distingue por sus entrevistas a personalidades y la gestión de los gobiernos locales.[11]
- Rima rima, revista informativa y cultural de AEPA zona Lima, dirige Danilo Barrón Pastor, va por el número ocho. De tiraje limitado.[12]
- La Voz de Convento primer número en 2006, director: Américo Portella.[13]

## Patrimonio

### Patrimonio cultural
- Platillos típicos: Roqro de cuy, puchero de 'coles', jaramillo de maíz
- Bebidas tradicionales: Yacu-tinpuq (especie de grog); chicha de molle, chicha-ñawin, chicha blanca.
- Danzas típicas: «Pizarro e Inca» que remata en la degollación de Atahualpa, con libreto atribuido a Juan Betanzos. Otro par de danzas«Auca y Tinyapalla», que termina con el cruce alegórico del marañón y siembra de maíz frente a la iglesia.[14]

### Institución representativa
Club Unión Piscobamba, con sede en la plaza mayor mirando literalmente al coloso Huascarán, fundado en 1967. Local propio, un tanto decaído por la migración de muchos socios a Huarás y a Lima.

### Patrimonio natural
- La montaña de Huáncash, con su aureola legendaria de guardar una parte del tesoro del Inca, que no llegó a Cajamarca.
- El mirador de Los Buhocitos ( Tuku waqanan), mandado construir en 2005, por Carlos Neyra Valverde, en los 50 años de la provincoa.
- El mirador de Convento, desde los años 70, antes fue un observatorio meteorológico erigido en 1950 por la FAP.[15]

## Piscobambinos destacados
- Francisco Borja Rodríguez: Fue el primer jefe político-militar de Conchucos (capital Piscobamba). Luego pasó a actuar en Sihuas de donde mandó un contingente, que luchó a órdenes de Bolívar, en la Batalla de Junín el 6 de agosto de 1824. En 1839 estuvo a favor de la Confederación Peruanoboliviana.

- Simeón Rodríguez Egúsquiza. Coronel de caballería, intervino en la organización de las fuerzas patriotas durante los primeros años de la lucha por la Independencia del Perú. Llegó a ser diputado de Conchucos, durante la presidencia de Santa Cruz. Miembro fundador y conformante del congreso del Estado Norperuano.[16]